# Ivo Pękalski
Ivo Pękalski (né le 3 novembre 1990 à Lund, Suède) est un footballeur suédois d'origine polonaise évoluant au poste de milieu de terrain axial à l'Oxford United.

## Biographie

### Jeunesse
Ivo Pękalski est né à Lund, où ses parents avaient émigrés un an auparavant. Il commence le football sur l'impulsion de son père, entraîneur des jeunes à Linero IF.

### Malmö FF
Le 27 juillet 2009, Ivo s'engage pour quatre saisons et 1/2 en faveur de Malmö FF. Pas utilisé lors de sa première saison par Roland Nilsson, il devient l'un des rouages essentiel des himmelblå lors de la saison 2010. Il apparait pour la première fois sous les couleurs de Malmö le 23 mars 2010 en remplaçant Robert Åhman-Persson à la 71e minute de la rencontre Malmö FF-Örebro SK comptant pour la 2e journée (victoire 3-0). Il connait sa première titularisation 1 mois plus tard, face à Djurgården (victoire 2-1). Il inscrit son premier but sous ses nouvelles couleurs contre GAIS, le 1er août (victoire 1-0). Plaque tournante de l'équipe, il surprend les observateurs par son intelligence dans le jeu, sa capacité à trouver des brèches dans les défenses adverses. Grand artisan du titre de champion obtenu de haute lutte par Malmö FF, Ivo Pekalski est récompensé en fin de saison par le titre honorifique de meilleur jeune joueur de la saison.

### Après ça
Le 8 août 2017, il rejoint Oxford United.

### Carrière internationale
Régulièrement convoqué dans les catégories jeunes de la sélection suédoise, Pękalski peut toutefois choisir de porter le maillot de la Pologne, ses parents étant originaires de Rzeszów (Pologne). Le joueur pour sa part avoue ne pas avoir choisi :
"Je me sens Polonais en Suède et Suédois en Pologne. Mais j'ai du sang Polonais. [...] Je suis ouvert à toutes propositions. Quand je jouais avec les équipes de jeunes de la Suède, il était clair pour moi que je n'avais pris aucune décision sur le pays que je souhaitais représenter. Jouer pour une sélection est un grand honneur. Je serais fier de si je devais jouer pour l'équipe national polonaise."

## Palmarès
- Championnat de Suède de football : 2010 (Malmö FF)
- Meilleur jeune du championnat : 2010 (Malmö FF)